# Магнус Андерссон (гандболіст)
Магнус Андерссон  (швед. Magnus Andersson; 17 травня 1966) — шведський гандболіст, олімпійський медаліст.

## Виступи на Олімпіадах
| Олімпіада      | Дисципліна | Місце |
| -------------- | ---------- | ----- |
| Барселона 1992 | гандбол    | 2     |
| Атланта 1996   | гандбол    | 2     |
| Сідней 2000    | гандбол    | 2     |